# Jackfield
Jackfield – wieś w Anglii, w hrabstwie Shropshire. Leży 22 km na południowy wschód od miasta Shrewsbury i 203 km na północny zachód od Londynu.